# Rolando Jorge Pires da Fonseca
Rolando Jorge Pires da Fonseca (* 31. srpna 1985, São Vicente, Kapverdy) známý jako Rolando je portugalský fotbalový obránce a reprezentant kapverdského původu, od roku 2015 hráč Olympique Marseille. Účastník MS 2010 v Jihoafrické republice.
S Portem vyhrál celou řadu trofejí včetně triumfu v Evropské lize 2010/11.

## Reprezentační kariéra
V A-týmu Portugalska debutoval v roce 2009.